# 1910 en Espagne
Cet article présente les faits marquants de l'année 1910 en Espagne.

## Décès
- 8 avril : « Lagartijo Chico » (Rafael Molina Martínez), matador espagnol (° 16 juillet 1880).
- 16 mai : Pere Borrell del Caso, peintre, aquarelliste et graveur espagnol (° 13 décembre 1835).
- Francisco Cruzate, footballeur et athlète espagnol (° 7 juillet 1878).
- Pepete (José Gallego Mateo), matador espagnol (° 19 mars 1883).